# Přes
Přes (německy Pcheß) je malá vesnice, část města Hostouň v okrese Domažlice v Plzeňském kraji. Nachází se šest kilometrů severně od Hostouně. Přes je také název katastrálního území o rozloze 2,68 km². V katastrálním území Přes leží i Sychrov.

## Historie
První písemná zmínka o vesnici pochází z roku 1379.

## Obyvatelstvo
| Rok            | 1869 | 1880 | 1890 | 1900 | 1910 | 1921 | 1930 | 1950 | 1961 | 1970 | 1980 | 1991 | 2001 | 2011 | 2021 |
| -------------- | ---- | ---- | ---- | ---- | ---- | ---- | ---- | ---- | ---- | ---- | ---- | ---- | ---- | ---- | ---- |
| Počet obyvatel | 169  | 161  | 135  | 130  | 121  | 112  | 119  | 58   | 37   | 37   | 45   | 45   | 43   | 36   | 25   |
| Počet domů     | 23   | 29   | 24   | 24   | 23   | 24   | 25   | 19   | 19   | 13   | 11   | 12   | 13   | 12   | 14   |

## Obecní správa
Při sčítání lidu v letech 1850–1879 Přes byla osadou obce Mělnice v okrese Horšův Týn. V letech 1880–1960 byla samostatnou obcí v okrese Horšovský Týn (v letech 1880–1910 Horšův Týn). V letech 1961–1979 byla částí obce Holubeč v okrese Domažlice. Od 1. července 1979 je částí města Hostouň v okrese Domažlice. V letech 1880–1960 k obci patřil Sychrov.

## Další fotografie

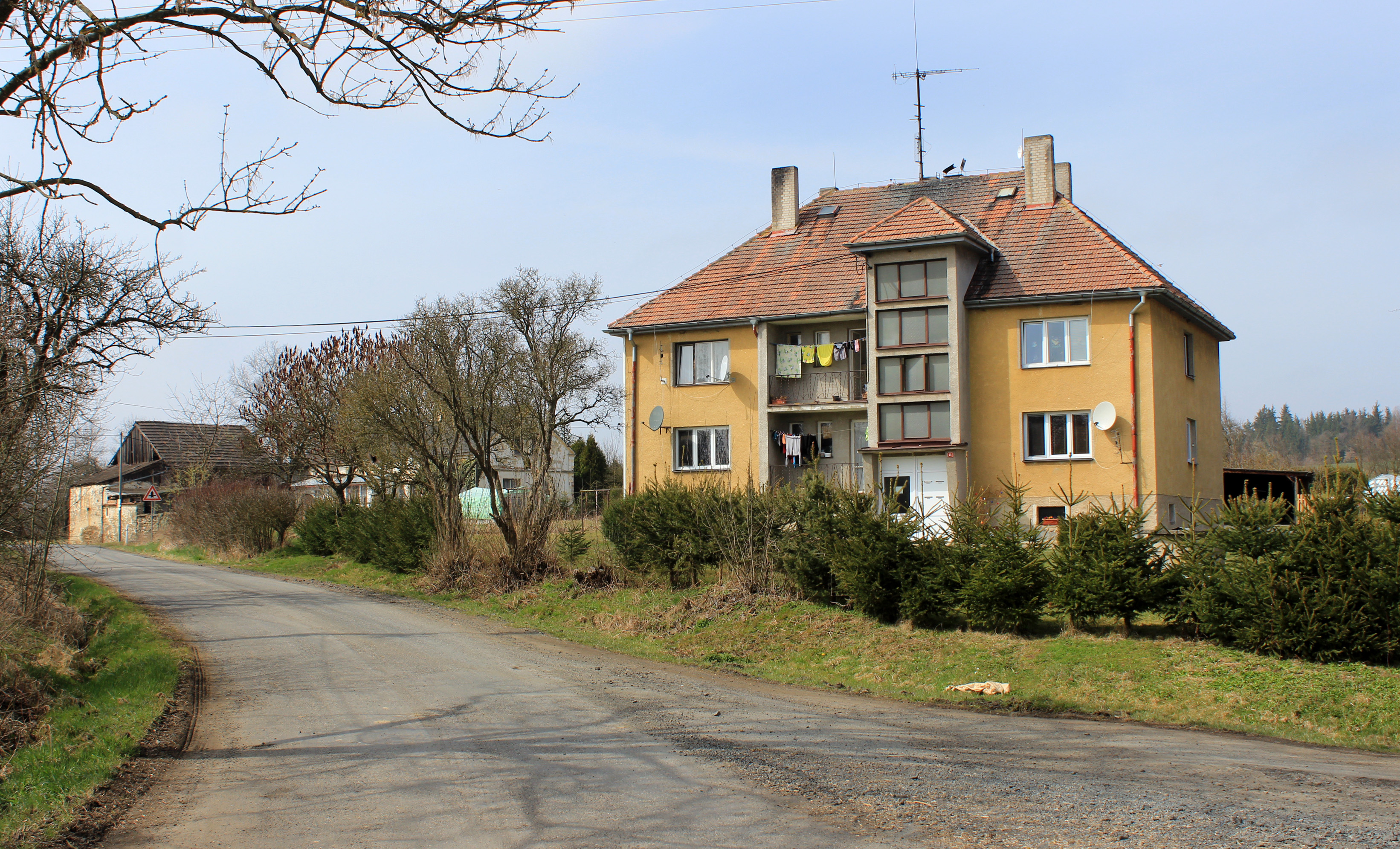
Silnice k Babicím
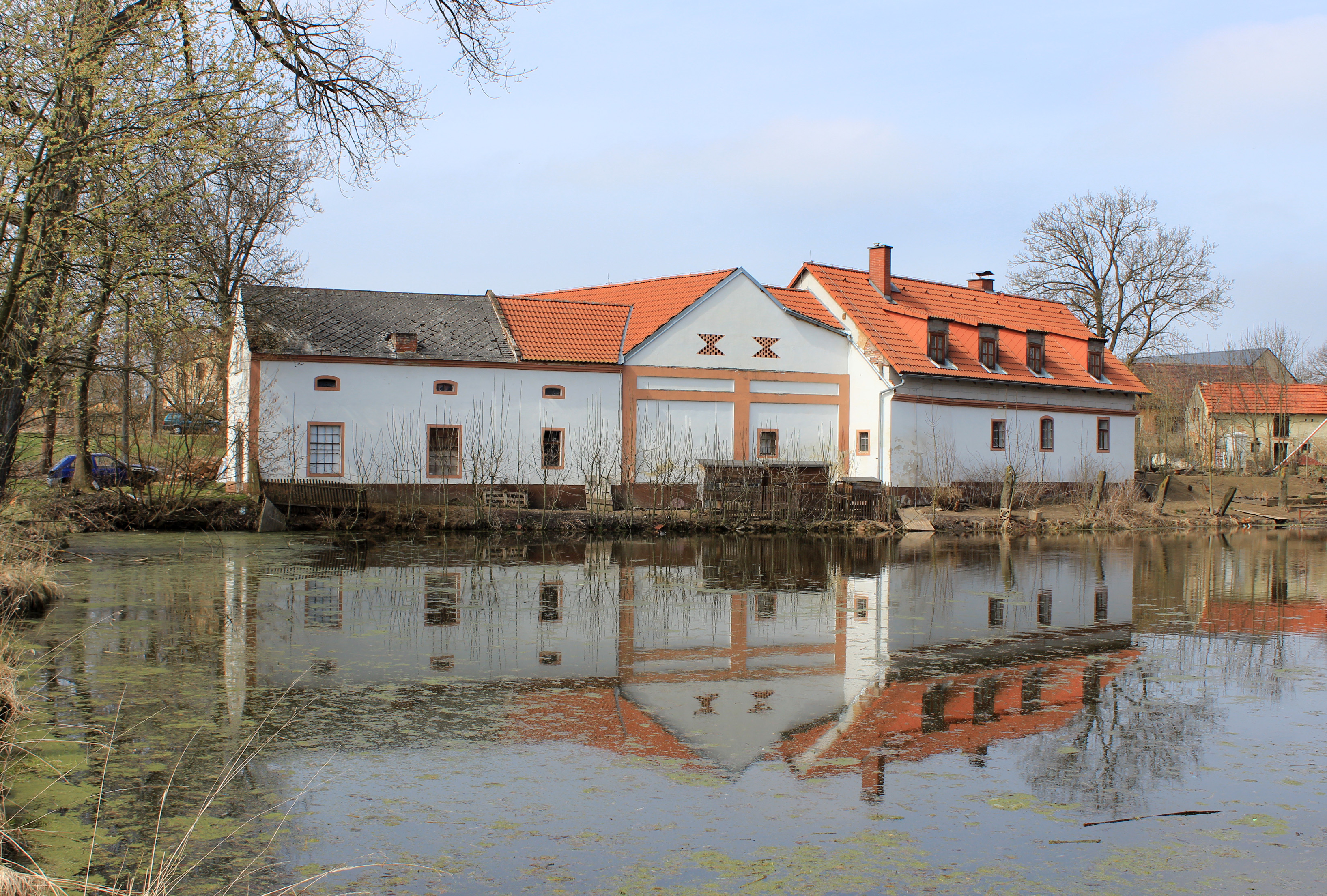
Dům čp. 15 u rybníka
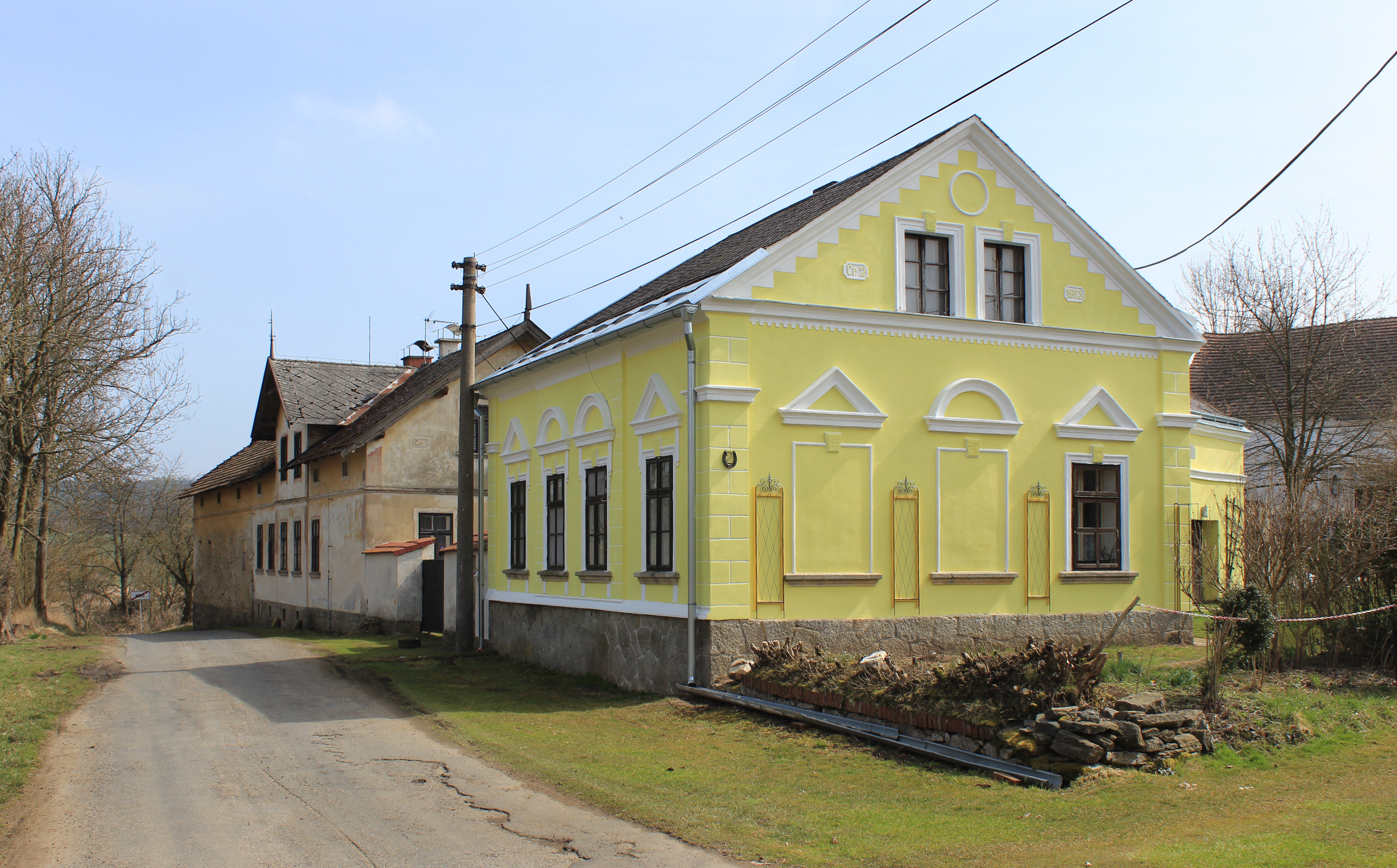
Východní část vsi